# تولاشبوي دونيوروف
تولاشبوي دونيوروف (مواليد 30 مارس 1981) هو ملاكم أوزباكستاني، مثّل بلاده في الألعاب الأولمبية الصيفية في دورتي 2004 و2008.

## روابط خارجية
تولاشبوي دونيوروف على موقع أوليمبيديا (الإنجليزية)